# Hollandale, Minnesota
Hollandale är en ort i Freeborn County i Minnesota. Vid 2010 års folkräkning hade Hollandale 303 invånare.